# Sanabor
Sanabor – wieś w Słowenii, w gminie Vipava. W 2018 roku liczyła 102 mieszkańców.